# Antigonos I. Monofthalmos
Antigonos I. Jednooký nebo také Kyklop (řecky Αντίγονος Μονοφθαλμός; 382 př. n. l. – 301 př. n. l.) byl makedonský šlechtic, generál a satrapa za Alexandra Velikého. Představoval ústřední postavu tzv. válek diadochů, které vypukly po Alexandrově smrti. Stal se zakladatelem antigonovské dynastie a v roce 306 př. n. l. se prohlásil králem.

## Válka s Eumenem
Antigonos sloužil v makedonském vojsku již za Filipa II. Po boku Alexandra se zúčastnil tažení proti perské říši a v roce 333 př. n. l. byl ustanoven místodržitelem Velké Frýgie v Malé Asii. Během prvního dělení Alexandrovy říše v roce 323 př. n. l. obdržel od Perdikka, regenta na místo nezletilého Alexandra IV., také Pamfýlii a Lykii. S Perdikkem se brzy znepřátelil, když odmítl Eumenovi umožnit správu jemu přidělených provincií. V nebezpečí života unikl společně se svým synem Démétriem z Asie do Řecka, kde získal podporu Antipatra, regenta Makedonie. V roce 321 př. n. l. byl Perdikkás zavražděn vlastními vojáky, načež následovalo nové dělení říše. Antigonos pověřil sám sebe vedením války proti Eumenovi, který se předtím spojil s Perdikkem proti koalici Antipatra, Antigona, Ptolemaia, Kratera a ostatních diadochů. Eumenés byl opuštěn vlastním vojskem, načež se uchýlil do ústraní do silně opevněné kappadocké pevnosti Nora.
V roce 319 př. n. l. se stal po smrti Antipatra makedonským regentem jeho přítel Polyperchón, čímž byl vyloučen Antipatrův syn Kassandros. Antigonos byl rozhodnut ustanovit se pánem celé Asie a ve shodě s Kassandrem a Ptolemaiem odmítl uznat Polyperchontovo regentství. Současně vyjednával s Eumenem, který ale nadále zůstával věrný královské dynastii. Poté, co se Eumenovi podařilo uprchnout ze svého vyhnanství v Kappadokii, znovu shromáždil armádu a uzavřel spojenectví s východními satrapy, kteří se cítili ohroženi Antigonovými ambicemi. Antigonos svedl s Eumenem dvě velké a nerozhodné bitvy u Paratakeny v roce 317 př. n. l. a u Gabiene o rok později. Přemoci Eumena se Antigonovi nakonec podařilo teprve v důsledku zrady, když Eumenovi vlastní vojáci vydali svého velitele do rukou Antigona, který ho dal následně popravit.

## Na vrcholu moci
Vítězstvím nad Eumenem získal Antigonos kontrolu nad většinou asijských satrapií, kromě toho se rovněž zmocnil říšské pokladnice v Súsách a vstoupil do Babylónu, jehož guvernérem byl Seleukos. Ten však zanedlouho uprchl k Ptolemaiovi do Egypta a v roce 315 př. n. l. uzavřeli tito dva spojenectví s Lýsimachem a Kassandrem namířené proti Antigonovi. V dalším roce pronikl Antigonos do Sýrie, jež se nacházela pod Ptolemaiovou kontrolou a po dobu více než jednoho roku obléhal Tyros. V roce 312 př. n. l. ale jeho syn Démétrios podlehl Ptolemaiovi a Seleukovi v bitvě u Gazy a Seleukos se tak stal znovu pánem Babylonie.
Válka pokračovala nadále s proměnlivým úspěchem a obě strany se proto rozhodly uzavřít mír, kterým si Antigonos zajistil vládu v Malé Asii a v Sýrii. Tato dohoda byla však již brzy porušena, když si Ptolemaios a Kassandros vzali Antigonovy Posádky v řeckých obcích za záminku k obnovení nepřátelství. V dalších bojích se vyznamenal Démétrios, který vyrval z Kassandrovy moci část Řecka. Ptolemaios pak podnikl několik zpočátku úspěšných nájezdů do Malé Asie a na egejské ostrovy, ale následně byl Démétriem drtivě poražen v námořní bitvě u Salamíny na Kypru v roce 306 př. n. l., načež Démétrios ostrov dobyl a vypudil odsud Ptolemaiovu posádku.
Po tomto vítězství Antigonos společně se svým synem přijal titul krále a prohlásil se za pravoplatného Alexandrova nástupce. Dále nechal shromáždit ohromné vojsko a vybudovat impozantní flotilu, jejíž velení svěřil Démétriovi. S takovouto obrovskou námořní a vojenskou mocí zahájil tažení do nitra Ptolemaiova území. Avšak jeho invaze do Egypta neuspěla, neboť nebyl schopen zlomit Ptolemaiovu energickou obranu, což ho přinutilo ustoupit. Démétrios si v roce 305 př. n. l. pokusil podrobit Rhodos, který se odmítl připojit k Antigonově výpravě do Egypta. Obléhání Rhodu trvalo jeden rok a skončilo teprve když Démétrios seznal, že odpor obránců je příliš urputný.

## Porážka
Nejmocnější satrapové říše – Kassandros, Seleukos, Ptolemaios a Lýsimachos odpověděli na Antigonovo přijetí královské koruny tak, že se rovněž prohlásili za krále. Brzy poté se Antigonos se všemi ocitl ve válce, do značné míry proto, že jeho území hraničilo s územím každého z nich, navíc po Kassandrovi vyžadoval bezpodmínečnou poslušnost Makedonie. Seleukos, Lýsimachos a Ptolemaios spojili své armády a vypravili se do Malé Asie proti Antigonovi. Na to byl Démétrios svým otcem odvolán z Řecka zpět do Asie, třebaže zde v boji proti Kassandrovi slavil jeden úspěch za druhým. Přesto bylo spojené vojsko otce a syna drtivě poraženo v bitvě u Ipsu v roce 301 př. n. l. společnými silami Seleuka a Lýsimacha. Sám jedenaosmdesátiletý Antigonos nalezl v bitvě smrt poté, co byl zasažen oštěpem, přičemž až do Ipsu neztratil za celý svůj život jedinou bitvu.
Jeho smrtí vzaly definitivně za své veškeré plány na opětné sjednocení Alexandrovy říše. Žádný z vítězných diadochů neměl ambici ovládnout celé teritorium dobyté kdysi Alexandrem, místo toho se smířili s existencí několika samostatných království. Antigonovo království v Anatolii bylo rozděleno a většina jeho území skončila v rukou Lýsimacha a Seleuka. Démétrios se po porážce stal na několik let psancem. Teprve v roce 294 př. n. l. se zmocnil vlády v Makedonii, kterou si Antigonovci udrželi s krátkou přestávkou až do roku 168 př. n. l., kdy byl poslední z nich, Perseus, poražen Římany v bitvě u Pydny.